# Znamensk (Oblast' di Astrachan')
Znamensk è una città chiusa della Russia europea meridionale (oblast' di Astrachan'), situata sulla sponda destra del Volga, 48 chilometri a nordovest del capoluogo Astrachan'.
Vicino alla città si trova un aeroporto militare e un raccordo ferroviario di 85 km sulla linea ferroviaria di Volgograd.

## Storia
Fu fondata in relazione con la formazione e la costruzione nel 1947 del poligono di Kapustin Jar, nei pressi del villaggio. La posizione del poligono fu stabilita il 3 giugno 1947 dal decreto del Consiglio dei ministri dell'Unione Sovietica e del Comitato Centrale del PCUS N° 2642–817.
Inizialmente Znamensk era costituita da delle caserme, nelle quali si trovavano i primi razzi. La maggior parte dei soldati era stata insediata in capanne, tende e case del villaggio di Kapustin Jar. Dal 1949 iniziarono ad apparire le prime case finlandesi. I generali delle caserme, e degli edifici amministrativi della città iniziarono a costruirvi nel 1951 e ogni anno costruirono più case, generalmente a due piani. Nel 1962 la città militare ricevette il nome di Znamensk con l'assegnazione dell'indirizzo postale di Kapustin Jar.
Negli anni '80 nella città iniziarono ad essere costruite case a più piani, fu realizzato un nuovo quartiere, soprannominato "Prostokvašino" ('latticello'). Il 14 giugno del 1992 la città acquisì lo status di città chiusa (ЗАТО) nel complesso della regione di Astrachan'. Il 27 Gennaio del 1993 Kapustin Jar fu rinominata Znamensk. L'8 dicembre del 1996 fu eletto un organismo esecutivo di amministrazione ( un'assemblea rappresentativa urbana composta da 11 deputati e dall'autorità esecutiva ).

## Caratteristiche fisiche e geografiche
Znamensk, una delle città più a nord della regione di Astrachan', si trova nella Depressione caspica. La sua altitudine è di 6m sopra il livello del mare.
Dista 350 km dal centro regionale di Astrachan', mentre la città più vicina è Leninsk (Oblast' di Volgograd) che dista 44 km.
Clima
Il clima è continentale e arido.
- Temperatura media annuale di 10,0 °;
- Umidità relativa dell'aria 59 %;
- La velocità media del vento è 4,7 m / s.

## Popolazione
Dal 2010 al 2017 la popolazione della città di Znamensk ha subito un calo progressivo passando da 29 401 abitanti ai 26934 del 2017.

## Infrastrutture e trasporti
- A Znamensk ci sono 9 asili, 4 scuole medie, un liceo e un complesso sportivo .
- Una piscina.
- Una scuola sportiva per giovani.
- Una scuola di musica per bambini.
- Una scuola d'arte per bambini.
- Una sede dell'università statale di Astrachan'.
- Un centro culturale.
- Un centro polifunzionale della regione di Astrachan'.

## Media
- Il settimanale «Orbita», pubblicato ogni mercoledì. Viene venduto principalmente nei negozi, nei chioschi e in altri punti vendita della stampa. Offre anche abbonamenti.
- Il programma televisivo «TeleOrbita» va in onda il giovedì e la domenica dalle 19:00 alle 19:30 sui canali 29 e 30.

## Società

### Evoluzione demografica
Fonte: mojgorod.ru
| 1996   | 2001   | 2002   | 2007   | 2014   |
| ------ | ------ | ------ | ------ | ------ |
| 35 000 | 36 370 | 32 068 | 32 300 | 27 021 |